# Eduard Crusius

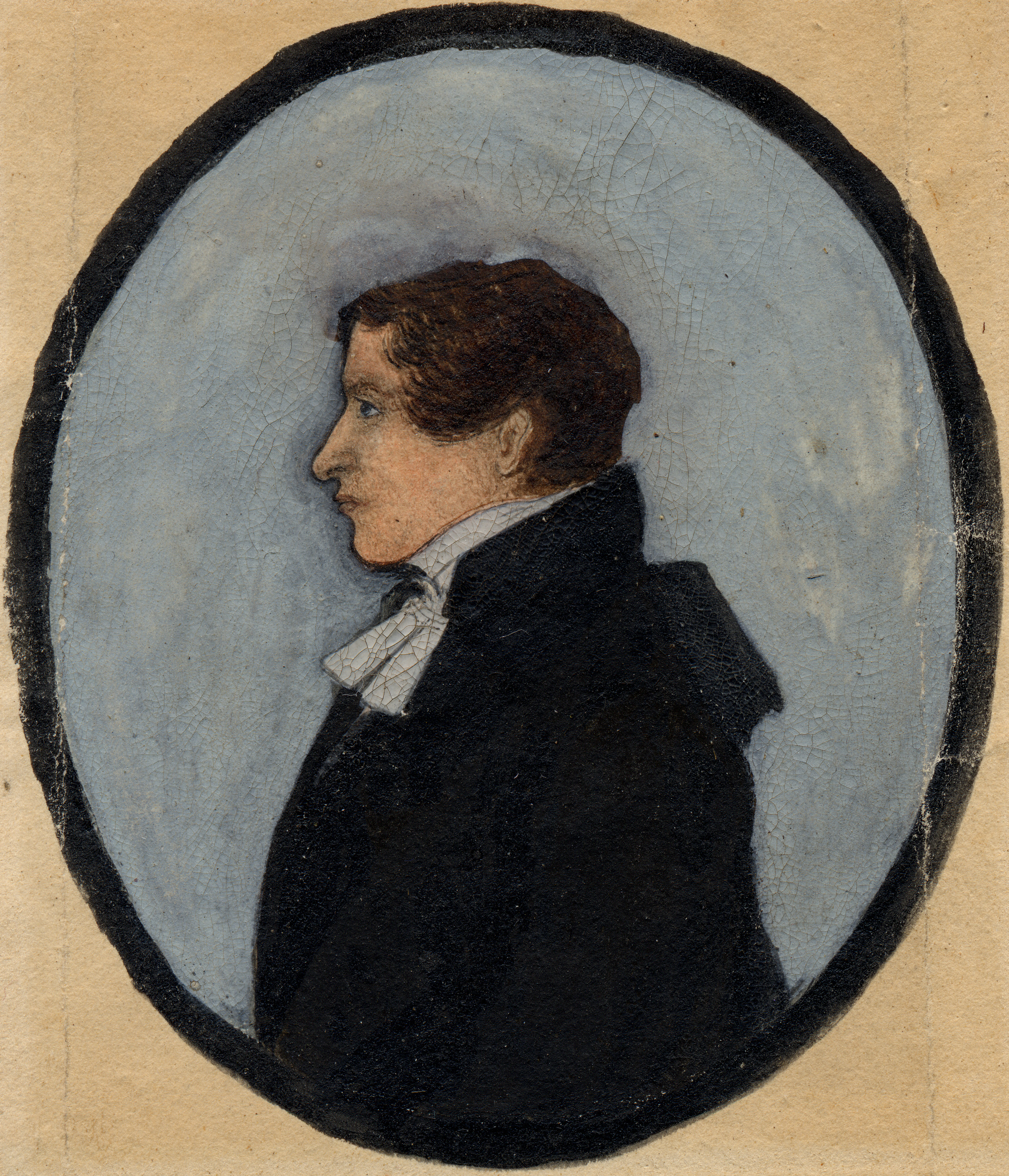
Eduard Crusius (Selbstbildnis)

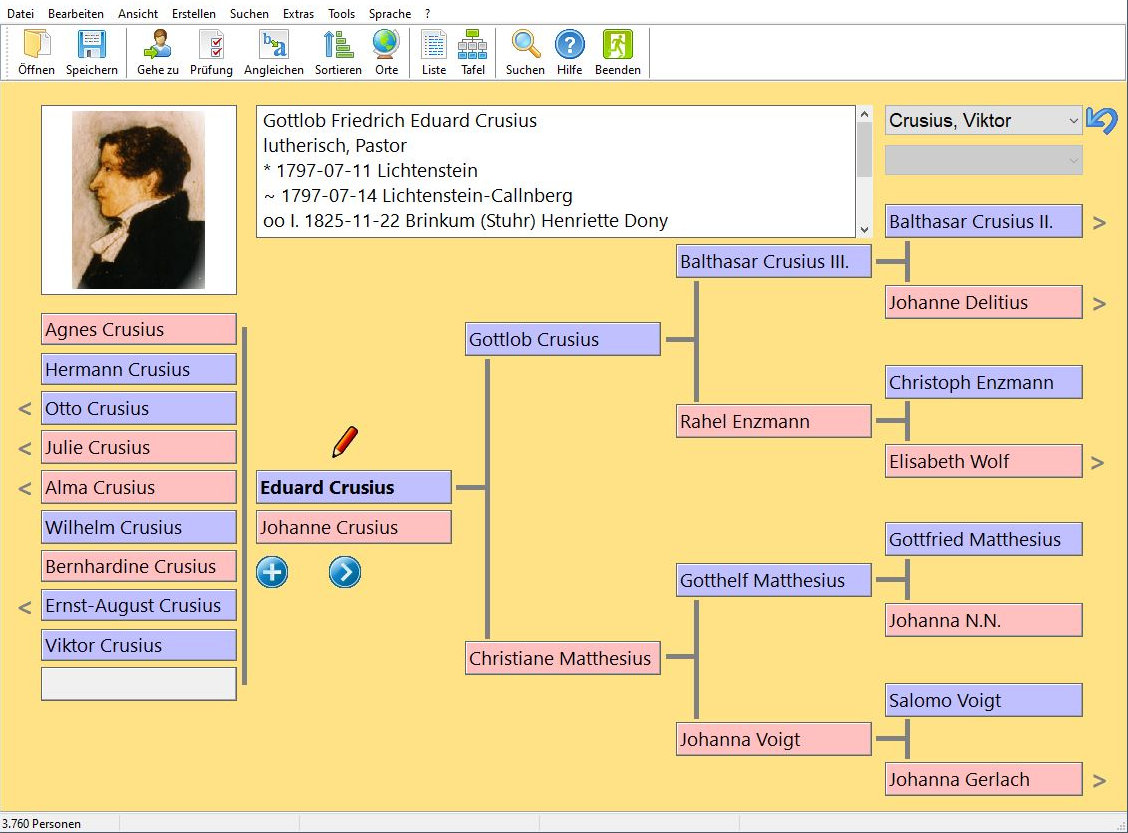
Kinder aus 3. Ehe und Vorfahren von Eduard Crusius

Gottlob Friedrich Eduard Crusius (* 11. Juli 1797 in Lichtenstein, Sachsen; † 19. Juli 1861 in Immenrode bei Goslar) war ein deutscher lutherischer Pfarrer, Schriftsteller und Historiker.

## Leben
Gottlob Friedrich Eduard Crusius stammte aus einer sächsischen Pastoren- und Kantorenfamilie, die auf den Lateinschulrektor und Pastor Balthasar Crusius (1550–1630) zurückgeht. Er war der jüngste Sohn des Kantors und Lehrers Gottlob Leberecht Crusius (1749–1813) und dessen Frau Christiane Sophia geb. Matthesius (1757–1839). Wie seine älteren Brüder, der Lateinschullehrer Gottlob Christian Crusius (1785–1848) und der Konsistorialbeamte Otto Crusius (1794–1861), wanderte auch Eduard Crusius ins Kurfürstentum Hannover aus, besuchte das Lyceum in Hannover und studierte ab 1818 an der Universität Göttingen Theologie. Nach der üblichen Hauslehrertätigkeit begann Crusius seine theologische Laufbahn als Collaborator in Brinkum bei Bremen. 1825 erhielt er eine Pfarrstelle in Eberholzen (Landkreis Hildesheim), wo er im selben Jahr die Pastorentochter Henriette Wilhelmine Dony (1809–1828) heiratete, mit der er zwei Töchter bekam. Nach dem frühen Tod seiner Frau heiratete er Johanne Caroline Dorothea Henneberg, mit der er eine weitere Tochter bekam; beide verließen ihn jedoch nach wenigen Jahren. 1834 erwirkte Crusius die gerichtliche Ehescheidung mit Zustimmung des hannoverschen Konsistoriums.
1837 trat Crusius, nun alleinstehender Vater mit zwei Töchtern, eine Pfarrstelle in Immenrode bei Goslar an. Dort heiratete er im folgenden Jahr seine Nichte (die älteste Tochter seines Bruders Wilhelm in Lichtenstein) Johanna Theresia Crusius (1815–1894), mit der er bis zu seinem Tod in harmonischer Ehe lebte. Das Paar bekam noch neun weitere Kinder, von denen sechs das Erwachsenenalter erreichten.
Eduard Crusius nutzte seine künstlerische und schriftstellerische Begabung, um zusätzliche Einkünfte für den Unterhalt seiner Familie zu gewinnen. Er veröffentlichte christliche Schul- und Andachtsbücher sowie Versepen in der Tradition von Johann Heinrich Voß.  Darüber hinaus beschäftigte er sich intensiv mit der Landesgeschichte und veröffentlichte dazu zahlreiche Aufsätze. Sein Hauptwerk, die Geschichte der vormals Kaiserlichen freien Reichsstadt Goslar am Harze (1842), beruhte auf jahrelangen Quellenstudien und wurde 1978 nachgedruckt.
In Crusius’ Wohnort Immenrode wurde 1983 eine Straße nach ihm benannt.

## Schriften (Auswahl)
- Christliches Psalmbüchlein. Eine Gabe für Confirmanden. Hannover 1835
- Der Besuch in Hainthal. Eine Idylle. Hamburg 1839
- Bethanien. Ein biblisches Familiengemälde. Hannover 1840
- Christliche Morgenweihe. In Gesängen. Osterode 1842
- Christi Kreuz. Ein Gedicht. Goslar und Osterode 1842
- Geschichte der vormals Kaiserlichen freien Reichsstadt Goslar am Harze. Osterode 1842. Nachdruck Hannover 1978
- Festkatechismus oder kurzer Unterricht in Fragen und Antworten über das christliche Kirchenjahr und dessen heilige Tage. Für evangelische Volksschulen. Hannover 1843.
- Geistliche Lieder. Festgabe für lernbegierige Kinder. Einbeck und Osterode 1843.
- Die Verlobung. Ein ländliches Gedicht in 8 Idyllen. Sondershausen 1844.
- Erzählungen zur Bildung des kindlichen Gemüts. Ein Weihnachtsgeschenk für Kinder. Osterode 1847.
- Vierzig Fabeln für Kinder. Nebst einer Zugabe seiner Gedichte. Osterode 1851.
- Die Verlobung. Ein ländliches Gedicht in acht Idyllen. Sondershausen 1844
- Kurzgefaßte christliche Religionslehre für Kinder in leicht zu behaltenden Liederversen und kleinen Gesängen, nach den Abschnitten des hannoverschen Katechismus geordnet. 1851
- Vierzig Fabeln für Kinder. Nebst einer Zugabe kleiner Gedichte. Osterode 1851
- Biblische Geschichten aus dem Alten und Neuen Testament für Schulen. 5. Auflage, Einbeck 1855. 7. Auflage 1864